# Live in Dublin
Live in Dublin är ett livealbum av Bruce Springsteen med The Sessions Band, utgivet i juni 2007. Det spelades in under tre konserter på The Point Theatre i Dublin, 17-19 november 2006, under The Seeger Sessions Tour. Konserterna har även filmats och getts ut på dvd.
Utöver tolkningarna av amerikanska folksånger från We Shall Overcome: The Seeger Sessions finns på albumet även omarrangerade versioner låtar från Springsteens tidigare karriär, däribland "Atlantic City", "Highway Patrolman" och "Blinded by the Light".

## Låtlista

### Skiva ett
1. "Atlantic City" - 5:10
2. "Old Dan Tucker" - 3:31
3. "Eyes on the Prize" - 6:03
4. "Jesse James" - 5:35
5. "Further On (Up the Road)" - 5:55
6. "O Mary Don't You Weep" - 6:57
7. "Erie Canal" - 4:34
8. "If I Should Fall Behind" - 5:13
9. "My Oklahoma Home" - 8:25
10. "Highway Patrolman" - 5:47
11. "Mrs. McGrath" - 5:03
12. "How Can a Poor Man Stand Such Times and Live" - 3:20
13. "Jacob's Ladder" - 6:59

### Skiva två
1. "Long Time Comin'" - 4:48
2. "Open All Night" - 8:04
3. "Pay Me My Money Down" - 5:59
4. "Growin' Up" - 4:31
5. "When the Saints Go Marching In" - 5:12
6. "This Little Light of Mine" - 3:08
7. "American Land" - 4:22
8. "Blinded by the Light" - 4:43
9. "Love of the Common People" - 4:39
10. "We Shall Overcome" - 5:46

## Medverkande
- Bruce Springsteen - gitarr, sång
- Sam Bardfeld - fiol, sång
- Art Baron - mandolin, trombon, eufonium, sousafon, penny whistle
- Frank Bruno - gitarr, trummor, sång
- Jeremy Chatzky - bas
- Larry Eagle - percussion, trummor
- Clark Gayton - percussion, trombon, sång
- Charlie Giordano - orgel, piano, dragspel, sång
- Curtis Rance King, Jr. - percussion, sång
- Dan Lee - orgel
- Greg Liszt - banjo, sång
- Lisa Lowell - percussion, sång
- Edward Manion - percussion, saxofon, sång
- Cindy Mizelle - percussion, sång
- Curt Ramm - percussion, trumpet, sång
- Marty Rifkin - dobro, mandolin, gitarr
- Patti Scialfa - gitarr, sång
- Soozie Tyrell - fiol, sång